# 回龙停车场
回龙停车场，是成都地铁5号线和6号线的停车场，位于成都市双流区怡心街道兰家沟站附近，5号线、6号线分别于2019年、2020年启用。

## 5号线停车场
位于5号线线路南端，于2019年随5号线二期工程启用。出入段线由回龙站站后引出，高架跨过河沟后转回地下接入停车场。2016年12月，回龙停车场正式开工；2018年11月，主体结构全部封顶；2019年2月28日，接收首列5号线电客车。

## 6号线停车场
位于6号线线路西端，于2020年随6号线三期工程启用。出入段线由兰家沟站站后引出，地下接入停车场。2020年6月10日，回龙停车场移交成都地铁运营公司。